# Thourotte
Thourotte é uma comuna francesa na região administrativa de Altos da França, no departamento de Oise. Estende-se por uma área de 4,38 km². Em 2010 a comuna tinha 4 604 habitantes (densidade: 1 051,1 hab./km²).